# 西山裕之
西山 裕之（にしやま ひろゆき、1964年8月14日 - ）は、大阪府東大阪市出身であり、リョーマ代表取締役社長や、まぐクリック代表取締役社長等を経て
、GMOインターネットグループ最高執行責任者、GMOインターネット取締役副社長である。

## 来歴
- 1980年3月、大阪星光学院中学校を卒業[1]
- 1983年3月、大阪星光学院高等学校を卒業[1]
- 1986年3月、神戸大学経営学部を中退
- 1986年11月15日、合宿制の運転免許学校の斡旋所　マイライセンスを開業
- 1987年6月1日、マイライセンスを法人化し、株式会社リョーマを設立。代表取締役専務
- 1989年9月28日、株式会社ダイヤルキューネットワーク設立。取締役
- 1991年6月、株式会社徳間インテリジェンスネットワーク設立。取締役
- 1996年12月、株式会社ジャパン・ダイレクト・ダイアリング設立。代表取締役
- 1999年11月、株式会社まぐクリック入社
- 2000年4月、株式会社まぐクリック代表取締役社長に就任[2]
- 2000年9月、NASDAQジャパン上場
- 2006年3月、株式会社まぐクリック　取締役会長[2]
- 2007年3月、GMOインターネット株式会社　専務取締役[2]
- 2015年3月、GMOインターネット株式会社　取締役副社長[2]
- 2018年12月、GMOペイメントゲートウェイ株式会社　取締役
- 2022年3月、GMOインターネット株式会社　取締役　グループ副社長執行役員・COO グループ代表補佐　グループ人財開発統括[3][4]